# Арден-Аркейд (Каліфорнія)
Арден-Аркейд (англ. Arden-Arcade) — переписна місцевість (CDP) в США, в окрузі Сакраменто штату Каліфорнія. Населення — 94 659 осіб (2020).

## Географія
Арден-Аркейд розташований за координатами 38°36′12″ пн. ш. 121°22′48″ зх. д. / 38.60333° пн. ш. 121.38000° зх. д. (38.603364, -121.380087).  За даними Бюро перепису населення США в 2010 році переписна місцевість мала площу 46,41 км², з яких 46,18 км² — суходіл та 0,23 км² — водойми.

## Демографія
Згідно з переписом 2010 року, у переписній місцевості мешкало 92 186 осіб у 40 518 домогосподарствах у складі 21 961 родини. Густота населення становила 1986 осіб/км².  Було 44813 помешкання (966/км²).
Расовий склад населення:
| - 70,2 % — білих - 8,7 % — чорних або афроамериканців - 5,6 % — азіатів - 1,0 % — корінних американців - 0,6 % — вихідців з тихоокеанських островів - 8,0 % — осіб інших рас |

До двох чи більше рас належало 5,9 %. Частка іспаномовних становила 18,6 % від усіх жителів.
За віковим діапазоном населення розподілялося таким чином: 20,9 % — особи молодші 18 років, 63,4 % — особи у віці 18—64 років, 15,7 % — особи у віці 65 років та старші. Медіана віку мешканця становила 39,0 року. На 100 осіб жіночої статі у переписній місцевості припадало 90,1 чоловіків;  на 100 жінок у віці від 18 років та старших — 86,9 чоловіків також старших 18 років.
Середній дохід на одне домашнє господарство  становив 71 538 доларів США (медіана — 45 489), а середній дохід на одну сім'ю — 88 217 доларів (медіана — 59 353). Медіана доходів становила 51 292 долари для чоловіків та 46 159 доларів для жінок. За межею бідності перебувало 21,4 % осіб, у тому числі 29,2 % дітей у віці до 18 років та 8,7 % осіб у віці 65 років та старших.
Цивільне працевлаштоване населення становило 39 939 осіб. Основні галузі зайнятості: освіта, охорона здоров'я та соціальна допомога — 23,8 %, науковці, спеціалісти, менеджери — 12,6 %, роздрібна торгівля — 11,7 %.